# Стари Град (Чашка)
Стари Град (мкд. Стари Град) је насеље у Северној Македонији, у средишњем државе. Стари Град припада општини Чашка.

## Географија
Стари Град је смештен у средишњем делу Северне Македоније. Од најближег већег града, Велеса, насеље је удаљено 22 km јужно.
Насеље Стари Град се налази у историјској области Азот. Насеље је смештено у долини реке Бабуне. Источно од насеља издиже се планина Клепа. Надморска висина насеља је приближно 360 метара.
Месна клима је континентална.

## Становништво
Стари Град је према последњем попису из 2002. године имао 95 становника.
Према истом попису претежно становништво у насељу су етнички Македонци (99%).
Већинска вероисповест је православље.